# پرچم جزایر کیمن
پرچم جزایر کیمن برای اولین بار در ۲۵ ژانویه ۱۹۹۹ به رسمیت شناخته شد.به عنوان پرچم غیر نظامی و پرچم استان و نشان استان شناخته می‌شود و همچنین دارای تناسب ۱:۲ می‌باشد.